# Bolesław Makowski
Bolesław Makowski (ur. 30 grudnia 1880 w Pelplinie, zm. 25 października 1934 w Poznaniu) – polski duchowny katolicki, kanonik, prezbiter rzymskokatolicki diecezji chełmińskiej, proboszcz parafii Ścięcia św. Jana Chrzciciela w Chojnicach, filomata pomorski, kapelan 1 Batalionu Strzelców.

## Życiorys
Urodził się 30 grudnia 1880 r. w Pelplinie w rodzinie nauczyciela Michała i Marty Redner, bratanicy biskupa chełmińskiego Leona Rednera. W latach 1890–1896 uczył się w Collegium Marianum w Pelplinie, a następnie w latach 1896–1900 w gimnazjum chełmińskim, gdzie należał do tajnej organizacji filomackiej. Po maturze w roku 1900 rozpoczął naukę w Seminarium Duchownym w Pelplinie. Jako kleryk sądzony był w procesie filomatów pomorskich w Toruniu i skazany został na sześć tygodni więzienia. Karę odbywał w więzieniu w Tczewie. Święcenia kapłańskie otrzymał 13 marca 1904. Będąc w latach 1904–1907 wikariuszem w Starych Szkotach koło Gdańska, studiował historię sztuki na Politechnice Gdańskiej. W latach 1907–1920 był kuratusem szpitala NMP w Gdańsku. W 1920 r. powołany został na stanowisko radcy dla spraw kościelnych w Urzędzie Wojewódzkim Pomorskim w Toruniu. Należał do głównych współzałożycieli Towarzystwa Filomatów Pomorskich. Od 25 marca 1922 r. był proboszczem w Chojnicach. W czasie sprawowania przez niego urzędu chojnickiego proboszcza znacznie wzrosła frekwencja wiernych oraz przyjmujących komunię. W 1924 r. przeprowadził renowację chojnickiej fary, restaurując między innymi gotyckie sklepienia, a po licznych staraniach przejął z rąk protestantów kościół w Krojantach. Pracował jako prezes Kuratorium Zakładu św. Boromeusza, opieką otaczał parafialne stowarzyszenia młodzieży. Ksiądz Makowski należał do Mieszanej Komisji dla Spraw Sztuki Kościelnej w Pelplinie, a w latach 1920–1930 był członkiem zarządu Towarzystwa Naukowego w Toruniu. W 1928 r. został mianowany kanonikiem honorowym Kapituły Katedralnej w Pelplinie. Publikował liczne artykuły z dziedziny historii sztuki. Jest autorem między innymi publikacji „Sztuka na Pomorzu”, która stanowi pierwszą próbę syntetycznego ujęcia historii sztuki na Pomorzu. Jako proboszcz chojnicki spełniał równocześnie obowiązki duszpasterskie kapelana 1 Batalionu Strzelców. Jego zasługą jest również utworzenie w parafii licznych stowarzyszeń kościelnych oraz Akcji Katolickiej. Jako proboszcz dołożył wiele starań w kierunku utworzenia niezależnej polskiej prowincji sióstr franciszkanek z domem macierzystym w Chojnicach.
Zmarł 25 października 1934 r. w Poznaniu, pochowany został na Cmentarzu Parafialnym w Chojnicach. Jego pogrzeb odbył się 30 października i stał się manifestacją uczuć katolickiego  społeczeństwa Chojnic. Uroczystościom pogrzebowym przewodniczył Sługa Boży biskup Konstantyn Dominik.

## Ordery i odznaczenia
- Krzyż Kawalerski Orderu Odrodzenia Polski (8 listopada 1930)[2]